# 윈드캐처

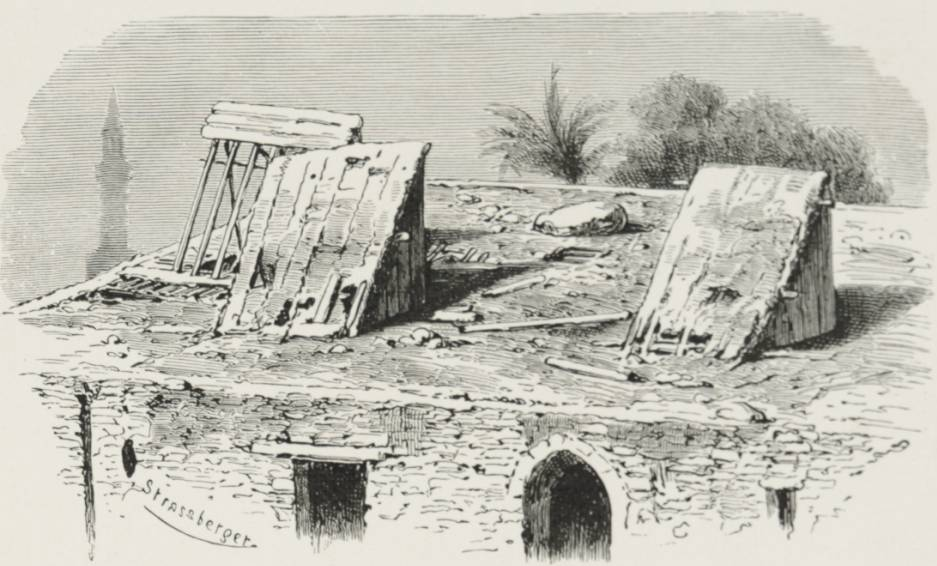

윈드캐처(windcatcher), 윈드타워(wind tower), 윈드 스쿠프(wind scoop)는 이란(페르시아)에서 유래된 전통적인 건축 요소로 건물의 교차 환기 및 수동 냉각을 생성하는 데 사용된다. 윈드캐처는 지역의 우세한 바람이 단방향, 양방향 또는 다방향인지 여부, 고도에 따른 변화 방식, 일일 온도 주기, 습도 및 제거해야 하는 먼지의 양에 따라 다양한 디자인으로 제공된다. 이러한 이름에도 불구하고 윈드캐처는 바람 없이도 작동할 수 있다.
20세기 후반 현대 건축가들에게 외면당하다가 21세기 초에 이르러 환기를 늘리고 공조에 필요한 전력 수요를 줄이기 위해 다시 사용되었다. 일반적으로 윈드캐처 환기 건물의 건설 비용은 기존 공기조화기술(HVAC) 시스템을 갖춘 유사한 건물의 건설 비용보다 저렴하다. 유지관리 비용도 저렴하다. 전동식 에어컨 및 팬과 달리 윈드캐처는 조용하고 전기 그리드 전력이 중단되더라도 계속 작동한다(그리드 전력이 신뢰할 수 없거나 비용이 많이 드는 장소에서 특히 우려됨).
윈드캐처는 지역 날씨와 미기후 조건에 의존하며 모든 기술이 모든 곳에서 작동하는 것은 아니다. 설계 시 지역적 요인을 고려해야 한다. 다양한 디자인의 윈드캐처는 북아프리카, 서아시아 및 인도에서 널리 사용된다. 간단하고 널리 퍼진 생각으로, 윈드캐처가 수천 년 동안 사용되었다는 증거가 있지만 선사 시대에 사용되지 않았다는 명확한 증거는 없다. 따라서 윈드 캐쳐의 "발명 장소"에 대한 논쟁이 치열한다. 이집트, 이란, 아랍에미리트가 모두 이를 주장하고 있다.
윈드캐처는 높이, 단면적, 내부 하위 구분 및 필터를 포함하여 모양이 매우 다양하다.
윈드캐처는 서양 건축에서 어느 정도 기반을 얻었으며 윈드캐처라는 이름을 사용하는 여러 가지 상용 제품이 있다. 일부 현대식 윈드캐쳐는 센서로 제어되는 움직이는 부품이나 심지어 태양열 팬을 사용하여 반수동형 환기 및 반수동형 냉각 시스템을 만든다.
윈드스쿱은 예를 들어 도라데(dorade) 상자 형태로 오랫동안 선박에 사용되어 왔다. 윈드캐처는 또한 도시의 야외 공간을 냉각시키기 위해 실험적으로 사용되었지만 결과는 엇갈린다. 전통적인 방법에는 좁은 벽으로 둘러싸인 공간, 차가운 공기 저장소 역할을 하는 공원 및 구불구불한 거리, 그리고 타흐타부시와 같은 배열이 포함된다.

## 같이 보기
- 카나트
- 토속건축